# Mercer (Maine)
Mercer és una població dels Estats Units a l'estat de Maine (EUA). Segons el cens del 2000 tenia 647 habitants.

## Demografia
Segons el cens del 2000, Mercer tenia 647 habitants, 256 habitatges, i 178 famílies. La densitat de població era de 9,4 habitants/km².
Dels 256 habitatges en un 31,6% hi vivien nens de menys de 18 anys, en un 59,4% hi vivien parelles casades, en un 5,9% dones solteres, i en un 30,1% no eren unitats familiars. En el 19,9% dels habitatges hi vivien persones soles el 9% de les quals corresponia a persones de 65 anys o més que vivien soles. El nombre mitjà de persones vivint en cada habitatge era de 2,53 i el nombre mitjà de persones que vivien en cada família era de 2,94.
Per edats la població es repartia de la següent manera: un 24,3% tenia menys de 18 anys, un 6,6% entre 18 i 24, un 26% entre 25 i 44, un 30,8% de 45 a 60 i un 12,4% 65 anys o més.
L'edat mediana era de 42 anys. Per cada 100 dones de 18 o més anys hi havia 97,6 homes.
La renda mediana per habitatge era de 37.500 $ i la renda mediana per família de 41.250 $. Els homes tenien una renda mediana de 34.028 $ mentre que les dones 21.295 $. La renda per capita de la població era de 18.068 $. Entorn del 7,2% de les famílies i el 12,6% de la població estaven per davall del llindar de pobresa.